# Хомоляць
44°46′ пн. ш. 15°38′ сх. д. / 44.76° пн. ш. 15.63° сх. д.
Хомоляць (хорв. Homoljac) — населений пункт у Хорватії, в Лицько-Сенській жупанії у складі громади Плитвицька Єзера.

## Населення
Населення за даними перепису 2011 року становило 21 осіб.
Динаміка чисельності населення поселення:

## Клімат
Середня річна температура становить 7,01 °C, середня максимальна – 20,83 °C, а середня мінімальна – -8,31 °C. Середня річна кількість опадів – 1392 мм.
| Клімат поселення                              | Клімат поселення | Клімат поселення | Клімат поселення | Клімат поселення | Клімат поселення | Клімат поселення | Клімат поселення | Клімат поселення | Клімат поселення | Клімат поселення | Клімат поселення | Клімат поселення | Клімат поселення |
| Показник                                      | Січ.             | Лют.             | Бер.             | Квіт.            | Трав.            | Черв.            | Лип.             | Серп.            | Вер.             | Жовт.            | Лист.            | Груд.            |                  |
| Середній максимум, °C                         | 4,78             | 5,43             | 8,45             | 12,49            | 17,36            | 20,69            | 20,83            | 20,39            | 16,56            | 12,18            | 7,08             | 3,07             |                  |
| Середня температура, °C                       | −1,77            | −1,13            | 1,90             | 5,94             | 10,80            | 14,13            | 16,51            | 16,08            | 12,22            | 7,86             | 2,77             | −1,26            |                  |
| Середній мінімум, °C                          | −8,31            | −7,68            | −4,65            | −0,62            | 4,25             | 7,58             | 12,18            | 11,76            | 7,93             | 3,54             | −1,56            | −5,56            |                  |
| Норма опадів, мм                              | 97               | 102              | 107              | 119              | 106              | 108              | 77               | 93               | 130              | 146              | 170              | 137              |                  |
| Середньомісячна швидкість вітру, м/с          | 2.31             | 2.42             | 2.62             | 2.54             | 2.36             | 2.10             | 2.06             | 1.95             | 2.07             | 2.24             | 2.46             | 2.53             |                  |
| Середньомісячна сонячна радіація, кДж/м²·день | 4614             | 7274             | 10699            | 15129            | 19091            | 21069            | 22794            | 19606            | 14545            | 9483             | 5084             | 3909             |                  |
| --------------------------------------------- | ---------------- | ---------------- | ---------------- | ---------------- | ---------------- | ---------------- | ---------------- | ---------------- | ---------------- | ---------------- | ---------------- | ---------------- | ---------------- |
| Джерело:                                      |                  |                  |                  |                  |                  |                  |                  |                  |                  |                  |                  |                  |                  |